# 济南长清大学城村干部一家三口死亡案
济南长清大学城村干部一家三口死亡案，也称山东济南西李村支部书记被灭门事件，是中国山东济南市长清区鲁商·常春藤小区于2023年5月10日发生的一起致3死刑案，死者为西李村党支部书记兼村长刘继杰村长，凶手贾强此前为优秀教师，在杀人后随后自杀。3名死者在家中被发现，有刀留下的外伤。警察初步判断原因是凶手和遇害者的孩子纠纷，本案反映了部分山东省的城乡问题及社会矛盾。

## 经过
2023年5月10日上午，犯罪嫌疑人贾老师潜入刘某家中，持刀杀人后离开，当地警方于北京时间17时许接到报警，抵达事发小区后发现，客厅2人（村长刘某和其妻子）死亡，卧室1人（儿子）死亡。经调查，客厅2名死者为夫妻关系，丈夫为长清区文昌街道西李村党支部书记兼村委会主任、山东省劳动模范，妻子为济南葫芦湾生态农业专业合作社社长，长清区政协委员，卧室1名死者为夫妻二人的儿子。初步勘验发现死者身体有外伤。
2023年5月11日事发小区物业证实前一日小区确实发生过命案，遇害的村支书平时住在该小区。
2023年5月11日山东省公安厅称3名死者在家中被发现，该案犯罪嫌疑人已畏罪自杀，初步调查，嫌犯疑因双方孩子间纠纷潜入被害人家中行凶。长清区相关部门已成立专班开展善后处置工作。
2023年5月11日成都红星新闻、北京新京报网报道，事发小区位于济南国际园博园和山东师范大学长清湖校区之间。新京报从济南官方渠道获悉，济南长清区某小区发生一起致3死刑案，死者分别为西李村村支书刘某某、其妻子和16岁的儿子。

## 遇害者
刘继杰死时63岁，妻子张荣娟37岁，儿子刘某某16岁。刘继杰与妻子张荣娟属于再婚家庭，夫妻二人年龄相差26岁，他们的儿子刘某某出生时张荣娟年仅21岁，刘继杰已然47岁。
2023年5月11日北京《中国新闻周刊》微博称济南遇害村官刘曾被评为中国全国劳动模范。经初步调查，嫌犯疑因双方孩子间纠纷潜入被害人家中行凶。济南长清区政府新闻宣传科称，本案已成立专班，暂未对外发布信息，具体案情警方正在调查中。
公开资料显示，刘继杰曾被授予泉城最美退役军人、长清区第十六届人大代表、2010年被评为中国全国劳动模范，2015年被评为济南市道德模范。西李村所在街道——长清区文昌街道办事处工作人员表示，具体案情不清楚，但是刘某某确实获得过上述“模范”荣誉，”据了解，2014年后刘继杰大力推动当地苗木花卉种植，成立了文昌街道首家苗木花卉协会，并担任会长。推广无公害山药种植，成立了无公害山药合作社，担任社长。刘继杰生前是济南市长清区西李村的一把手，全国劳模，当过兵，复员后开过公司效益很好，后来辞去公司职务回到村里竞选成为西李村一把手，在西李村大力推广苗木花卉种植，还推广无公害山药种植，带领西李村村民发家致富。
刘继杰的妻子张荣娟生前是济南葫芦湾生态农业合作社社长，长清区政协委员。

## 嫌疑人
凶手嫌疑人贾强生前是长清一中的教育处副主任，贾强在担任教育处副主任前曾是长清一中的优秀英语教师兼班主任，曾支教西藏日喀则。被评为优秀教师。贾强的子女与刘继杰的儿子有较大的纠纷。贾强多次登门刘家讨要说法，但刘家忽视了贾强，最终贾强在杀人后，于10日18时自杀身亡。

## 争议
刘继杰与张荣娟夫妻的较大年龄差